# HAL (архив)

Старый логотип

HAL — бесплатный электронный архив научных статей.
Ориентирован первую очередь на французских ученых, но участие в нём никак не ограничивается.
В отличие от arXiv.org, включает все области науки.
HAL находится в ведении французского вычислительного центра, который является частью Французского национального центра научных исследований.
К этой системе присоединились и другие французские учреждения, такие как INRIA. 
Текст, размещённый в HAL, обычно сопоставим с текстом статьи в рецензируемом научном журнале или материалах конференции.
Также как и в arXiv.org, в HAL нет рецензирования, но тексты подвергаются беглому просмотру администраторами, чтобы убедиться, что они подпадают под категорию, определённую выше.
Загруженный документ не обязательно должен быть опубликован или даже предназначаться для публикации.
Но если статья будет опубликована, авторам предлагается указать соответствующую библиографическую информацию и цифровой идентификатор объекта (DOI).
HAL стремится обеспечить долгосрочную сохранность документов.
Таким образом, на публикацию в HAL, как и на любую публикацию в традиционном научном журнале, можно сослаться в других работах.
Для физики, математики и других естественнонаучных тем у HAL есть соглашение об автоматическом депонировании с arXiv. Аналогичное соглашение существует с PubMed Central по биомедицинским темам.
Как хранилище с открытым доступом, HAL соответствует Инициативе открытых архивов (OAI-PMH), а также Европейскому проекту OpenAire.